# 桃花店古墓葬群
桃花店古墓葬群，又称桃花店汉墓群，位于安徽省合肥市庐阳区。1985年列入第一批合肥市文物保护单位。保护范围北至合肥电厂南围墙，东至环北路，西至电厂路，南至北二环路。墓葬群发现于2012年，共挖掘出三座古墓，其中两座为汉代古墓、一座为明代古墓，另有两座墓穴受施工破坏无法挖掘，其余墓穴就地保护不再开挖。2020年计划以古墓葬群为基础建设庐阳遗址公园。